# Coos River
Der Coos River ist ein Fluss im Coos County im Westen des US-Bundesstaates Oregon, der in den Pazifischen Ozean mündet.
Der Coos River entsteht am Zusammenfluss von Millicoma River und South Fork Coos River. Er fließt über eine Strecke von 8 Kilometern in westlicher Richtung und mündet in das östliche Ende der Coos Bay, die das Ästuar des Flusses darstellt. Die Städte Coos Bay und North Bend liegen am Südufer der Coos Bay. Bei Charleston öffnet sich die 23 Kilometer lange und etwa 40 Quadratkilometer große Mündungsbucht zum Meer hin. Die Gezeitenströmung macht sich bis zu den beiden Quellflüssen bemerkbar. Das Einzugsgebiet der Coos Bay umfasst etwa 1600 Quadratkilometer. Es grenzt im Süden an das des Coquille River sowie im Osten und Nordosten an das des Umpqua River. Im Flusssystem kommen unter anderem Silberlachs und Steelhead-Forelle vor.

## Zuflüsse
Der South Fork Coos River ist der linke Quellfluss des Coos River. Er entsteht am Zusammenfluss von Williams River und Tioga Creek. Der South Fork Coos River strömt über eine Strecke von 51 Kilometern in überwiegend westlicher Richtung.
Der Millicoma River bildet den rechten Quellfluss des Coos River, der vom Zusammenfluss von West Fork und East Fork Millicoma River 14 Kilometer nach Südwesten strömt.